# Emil Zatloukal
Emil Zatloukal byl český a československý politik KSČ, v 50. letech 20. století československý ministr automobilového průmyslu a zemědělských strojů.

## Biografie
Před nástupem do ministerské funkce se profesně uvádí jako ředitel hlavní správy ministra strojírenství. Pak byl tento dosavadní jednotný rezort rozdělen a jedním z nových ministerstev se stalo ministerstvo automobilového průmyslu a zemědělských strojů. V říjnu 1955 se Zatloukal stal ministrem automobilového průmyslu a zemědělských strojů v československé druhé vládě Viliama Širokého. Na postu setrval do října 1958.
Po odchodu z vlády bydlel v Týnci nad Sázavou a působil jako ředitel n. p. Metaz. Na této pozici setrval do roku 1962.